# Newnham (Cambridgeshire)
Newnham – dzielnica miasta Cambridge, w Anglii, w Cambridgeshire, w dystrykcie Cambridge. W 2011 roku dzielnica liczyła 7867 mieszkańców.